# Pundamilia pundamilia
Pundamilia pundamilia là một loài cá thuộc họ Cichlidae. Nó được tìm thấy ở Kenya và Tanzania. Môi trường sống tự nhiên của chúng là hồ nước ngọt.
Loài này có thể dài 12,4 xentimét (4,9 in) SL.